# Ilovik
Ilovik (italsky Asinello) je malý ostrov v Jaderském moři v Kvarnerském zálivu. Je součástí Chorvatska, leží v Přímořsko-gorskokotarské župě, jihovýchodně od ostrova Lošinj a spadá pod opčinu města Mali Lošinj. V roce 2011 žilo na celém ostrově 85 obyvatel, všichni ve stejnojmenné vesničce na severu ostrova. Příjmy zdejších obyvatel tvoří především turismus, rybolov, zemědělství a chov ovcí.

## Historický přehled
Do roku 1797 patřil ostrov Benátčanům, poté ho získala Habsburská monarchie. Roku 1805 ostrov od Rakouského císařství získalo Francouzské císařství, které ho roku 1806 začlenilo do Italského království, načež bylo ostrov v letech 1809-1813 součástí Ilyrských provincií. Poté došlo k obnově rakouské vlády a ostrov pak byl do roku 1849 v rámci Rakouského císařství součástí Ilyrského království. Roku 1849 bylo Ilyrské království zrušeno a ostrov se stal součástí nové korunní země Rakouské přímoří. Od roku 1861 do roku 1918 byl ostrov součástí nově zřízené korunní zemi Markrabství Istrie, od roku 1867 existující v rámci Předlitavska. Po první světové válce získala Cres na základě Rapallské smlouvy Itálie, od roku 1943 byl obsazen německými vojsky, po osvobození začleněn v rámci Chorvatska do SFRJ.